# 関口芳則
関口 芳則（せきぐち よしのり、1947年〈昭和22年〉1月10日 - ）は日本映画の撮影技師。東京都出身。

## 略歴
1965年に東京都立本所工業高等学校電気通信科を卒業。同年、東宝に入社し撮影部に配属される。元々は舞台の仕事を志望していたが、映画も好きであったためそのまま撮影の道に進んだ。
黒澤明監督作品の撮影助手チーフなどを務めたのち、『ゴジラvsキングギドラ』で本編班撮影監督に就任。特撮映画では、本編と特撮のトーンをつなげることや、合成を自然に観せることに腐心した。

## 担当作品

### 映画
| 公開年 | 公開年   | 作品名                                     | 制作（配給）                                                       | 役職     |
| ------ | -------- | ------------------------------------------ | ------------------------------------------------------------------ | -------- |
| 1965年 | 10月31日 | 大冒険                                     | 東宝 渡辺プロダクション （東宝）                                   | 撮影助手 |
| 1966年 | 1月25日  | 女の中にいる他人                           | 東宝                                                               | 撮影助手 |
| 1969年 | 1月1日   | クレージーのぶちゃむくれ大発見             | 東宝 渡辺プロダクション （東宝）                                   | 撮影助手 |
| 1969年 | 4月27日  | クレージーの大爆発                         | 東宝 渡辺プロダクション （東宝）                                   | 撮影助手 |
| 1973年 | 12月29日 | 日本沈没                                   | 東宝映画 東宝映像 （東宝）                                         | 撮影助手 |
| 1974年 | 8月3日   | ノストラダムスの大予言                     | 東宝映画 東宝映像 （東宝）                                         | 撮影助手 |
| 1977年 | 12月17日 | 惑星大戦争                                 | 東宝映画 東宝映像 （東宝）                                         | 撮影助手 |
| 1980年 | 8月30日  | 地震列島                                   | 東宝映画 （東宝）                                                  | 撮影助手 |
| 1981年 | 8月8日   | 連合艦隊                                   | 東宝映画 （東宝）                                                  | 撮影助手 |
| 1982年 | 2月16日  | あゝ野麦峠 新緑篇                          | 東宝映画 （東宝）                                                  | 撮影助手 |
| 1983年 | 8月4日   | TOSHI in TAKARAZUKA Love Forever           | 東宝 ジャニーズ事務所                                              | 撮影助手 |
| 1985年 | 6月1日   | 乱                                         | グリニッチ・フィルム ヘラルド・エース （東宝）                     | 撮影助手 |
| 1987年 | 1月17日  | 映画女優                                   | 東宝映画 （東宝）                                                  | 撮影助手 |
| 1987年 | 9月26日  | 竹取物語                                   | フジテレビ 東宝映画 （東宝）                                       | 撮影助手 |
| 1990年 | 5月25日  | 夢                                         | 黒澤プロダクション （ワーナー・ブラザース）                        | 撮影助手 |
| 1991年 | 5月25日  | 八月の狂詩曲                               | 黒澤プロダクション フィーチャーフィルムエンタープライズII （松竹） | 撮影助手 |
| 1991年 | 7月20日  | リトル・シンドバット 小さな冒険者たち      | ウェイランド・ファイナンス・インク （東映アストロ）                | 撮影助手 |
| 1991年 | 12月14日 | ゴジラvsキングギドラ                       | 東宝映画 （東宝）                                                  | 撮影     |
| 1993年 | 4月17日  | まあだだよ                                 | 大映 電通 黒澤プロダクション （東宝）                              | 協力撮影 |
| 1993年 | 12月11日 | ゴジラvsメカゴジラ                         | 東宝映画 （東宝）                                                  | 撮影     |
| 1994年 | 7月9日   | ヤマトタケル                               | 東宝映画 （東宝）                                                  | 撮影     |
| 1995年 | 12月9日  | ゴジラvsデストロイア                       | 東宝映画 （東宝）                                                  | 撮影     |
| 1996年 | 12月14日 | モスラ                                     | 東宝映画 （東宝）                                                  | 撮影     |
| 1997年 | 12月13日 | モスラ2 海底の大決戦                       | 東宝映画 （東宝）                                                  | 撮影     |
| 1998年 | 12月12日 | モスラ3 キングギドラ来襲                   | 東宝映画 （東宝）                                                  | 撮影     |
| 2003年 | 12月13日 | ゴジラ×モスラ×メカゴジラ 東京SOS           | 東宝映画 （東宝）                                                  | 撮影     |
| 2005年 | 12月17日 | 劇場版 超星艦隊セイザーX 戦え!星の戦士たち | ゼネラル・エンタテイメント （東宝）                                | 撮影     |

### テレビ
| 期間           | 期間          | 番組名         | 題名 | 制作（放送局）                             | 役職    |
| -------------- | ------------- | -------------- | --- | ------------------------------------------ | ------- |
| 2000年10月22日 | 2001年3月24日 | 鉄甲機ミカヅキ | 序夜「謎の巨人 ミカヅキ出現」 第2夜「開かない扉」 第3夜「飛べミカヅキ 零から凱へ」 第5夜「激闘 ミカヅキVSシンゲツ」 第6夜「ミカヅキよ永遠に」 | フジテレビ メディアファクトリー 小椋事務所 | B班撮影 |